# Leikung porosa
Espèce
Synonymes
- Marengo porosa Wanless, 1978

Leikung porosa est une espèce d'araignées aranéomorphes de la famille des Salticidae.

## Distribution
Cette espèce se rencontre en Malaisie et en Indonésie à Sumatra.

## Description
La femelle holotype mesure 3,96 mm.
Le mâle décrit par Benjamin en 2004 mesure 4,6 mm.

## Publication originale
- Wanless, 1978 : A revision of the spider genus Marengo (Araneae: Salticidae). Bulletin of the British Museum of Natural History (Zool.), vol. 33, no 4, p. 259-278.